# Thomas Reijgersberg
Thomas Reijgersberg (Delft, 12 januari 1991) is een Nederlands voormalig korfballer. Hij doorliep zijn opleiding bij het Delftse Fortuna en debuteerde bij deze club in de hoogste korfbalcompetitie, de Korfbal League. Reijgersberg is een tweemalig international en werd in 2019 en 2022 Nederlands zaalkampioen.
Reijgersberg komt uit een korfbalfamilie, zijn vader Aad speelde ook in Fortuna 1 en speelde ook 1 interland.

## Spelerscarrière

### Begin van carrière
Reijgersberg doorliep zijn opleiding bij Fortuna. Hij speelde in de jeugd teams en debuteerde in 2007 in de Korfbal League, op 16-jarige leeftijd. Hij speelde mee in de hoofdmacht tot en met 2010.

### Deetos
In 2010 besloot Reijgersberg Fortuna te verruilen voor Deetos uit Dordrecht. Hij speelde daar 1 seizoen, maar op een belangrijk moment voor de club. Deetos was namelijk in 2009 uit de Korfbal League gedegradeerd en wilde zo snel mogelijk weer terug naar het hoogste niveau. Al meteen in 2011 lukte het om terug te promoveren naar de league en in deze prestatie was Reijgersberg erg belangrijk.

### Fortuna, deel 2
In 2011 stopte een aantal belangrijke spelers bij Fortuna, zoals Marrien Ekelmans en Arjan Theil, waardoor er weer ruimte was in de selectie voor jonge spelers.
Reijgersberg was de eerste die zich weer meldde bij Fortuna, maar ook Rick van den Blink en Robbert van Buuren keerden terug bij Fortuna.
Het verjongde team van Fortuna deed het goed. In 2012 haalde het de play-offs maar verloor van Koog Zaandijk. In de kleine finale won Fortuna wel van AKC Blauw-Wit en werd daardoor 3e van Nederland.
In 2013 haalde Fortuna weer de play-offs en dit maal werd er gewonnen van Koog Zaandijk. In de finale in Ahoy speelde Fortuna tegen PKC. In de laatste 10 seconden scoorde Mady Tims de winnende goals namens PKC en moest Fortuna genoegen nemen met de runner-up plek van Nederland.
In 2014 speelde Fortuna wederom play-offs, maar toen was PKC de sterkste. Fortuna speelde weer de kleine finale. Er werd wel met 30-26 gewonnen van Dalto waardoor Fortuna nogmaals 3e van Nederland werd.
Bij aanvang van seizoen 2014-2015 stopte Reijgersberg bij Fortuna, vanwege motivatieproblemen. Voor Fortuna was het lastig om op tijd een goede vervanger voor Reijgersberg te vinden. De club eindigde 5e in de competitie en miste dat seizoen de play-offs.

### Avanti
In 2014, vlak voordat het seizoen begon sloot Reijgersberg zich aan bij Avanti uit Pijnacker. Hij ging hier in de selectie spelen met zijn neef Rick van den Blink. Avanti speelt op dat moment Overgangsklasse. In zijn eerste seizoen promoveert Avanti voor de eerste keer in de clubhistorie van de Overgangsklasse naar de Hoofdklasse. De club legt hierna de lat nog hoger ; het wil promoveren naar de Korfbal League.
In seizoen 2015-2016, het eerste seizoen van Avanti in de Hoofdklasse eindigt het 4e (middenmoot). Seizoen 2016-2017 is bijzonder voor de club. Het eindigt 2e in de competitie en speelt play-offs tegen Nic.. Het wint en staat daarom in de Hoofdklasse finale. Helaas verliest Avanti van KCC, maar in de play-downs wordt DSC verslagen. Zodoende promoveert Avanti na 2 jaar Hoofdklasse direct door naar de Korfbal League.

### Fortuna, deel 3
In 2017, na de promotie van Avanti naar de Korfbal League keert Reijgersberg terug bij Fortuna. Reijgersberg wil met zijn oude club nogmaals strijden om de prijzen.
In zijn eerste seizoen terug, 2017-2018 lukt dat heel goed. Fortuna staat in beide finales, zowel op het veld als in de zaal. Helaas voor Fortuna gaan beide finale verloren.
In 2018-2019 is het wel raak. Fortuna wint in de play-offs van TOP en verslaat in de Korfbal League finale aartsrivaal PKC. Fortuna is hierdoor voor de eerste keer in 15 jaar weer Nederlands kampioen zaalkorfbal.
Als landskampioen deed Fortuna mee aan de Europacup van 2020, een internationaal toernooi met alle Europese zaalkampioenen. Fortuna won gemakkelijk in de poule-ronde door te winnen van KC Barcelona, České Budějovice en Benfica. In de halve finale werd gewonnen van Pegasus, waardoor Fortuna in de finale uitkwam tegen het Belgische Kwik. Fortuna won in de finale gemakkelijk met 34-18, waardoor het ook Europees kampioen werd.
In seizoen 2020-2021 had Fortuna zich versterkt met Harjan Visscher en Lieneke Pries. In de competitie, die iets later startte, deed Fortuna goede zaken. Fortuna werd 1e in Poule B, waardoor het zich plaatste voor de play-offs. In de eerste play-off ronde versloeg Fortuna in 3 wedstrijden LDODK. In de tweede play-off ronde werd Koog Zaandijk in 3 wedstrijden verslagen, waardoor Fortuna zich voor het derde jaar op rij plaatste voor de zaalfinale. Net als in 2019 was PKC de tegenstander. Reijgersberg scoorde 1 keer, maar Fortuna verloor de finale met 22-18.
In seizoen 2021-2022 deed Fortuna wederom goede zaken in de zaalcompetitie. De ploeg was versterkt met Mick Snel en Celeste Split en dat had positief effect op de ploeg. Gedurdende het reguliere seizoen verloor Fortuna slechts 1 wedstrijd en plaatste zich als nummer 1 voor de play-offs. In de play-offs trof Fortuna concurrent Koog Zaandijk, maar Fortuna won in 2 wedstrijden. Hierdoor plaatste Fortuna zich voor het 4e jaar op rij voor de zaalfinale. In de finale was PKC de tegenstander. In een Ahoy, waar weer publiek bij mocht zijn, werd het een spannende wedstrijd. Fortuna won de wedstrijd met 22-21, waardoor het weer Nederlands zaalkampioen was.
Al tijdens seizoen 2021-2022 maakte Reijgersberg bekend dat het zijn laatste seizoen zou worden. Zodoende sloot Reijgersberg zijn loopbaan af als zaalkampioen. In de finale kreeg hij ook een publiekswissel toen duidelijk was dat Fortuna de wedstrijd gewonnen had.

## Erelijst
- Korfbal League kampioen, 2× (2019, 2022)
- Europacup kampioen, 1× (2020)
- Hoofdklasse kampioen, 2× (2011 en 2017)

## Oranje
Reijgersberg speelde in Jong Oranje. Hiermee won hij goud op het WK van 2012. Hierna werd Reijgersberg toegevoegd aan de hoofdselectie van het Nederlands korfbalteam. Echter stopte hij zelf in 2014 bij Oranje. Erwin Zwart vulde zijn plek op.
Reijgersberg speelde 2 officiële interlands.

## Coachingscarrière
In 2022 begon Reijgersberg als assistent coach bij CKV Valto. 
In seizoen 2023-2024 werd hij samen met Mark Tissink gedeeld hoofdcoach van Valto 1.